# Збірна Чехословаччини з хокею із шайбою
Збірна Чехословаччини з хокею із шайбою — хокейна збірна, яка існувала з 1920 по 1992 рік. Свого часу була однією з найсильніших у світовому хокеї. Припинила своє існування у зв'язку з розпадом Чехословаччини на Чехію та Словаччину 1 січня 1993 року.

## Чемпіони світу

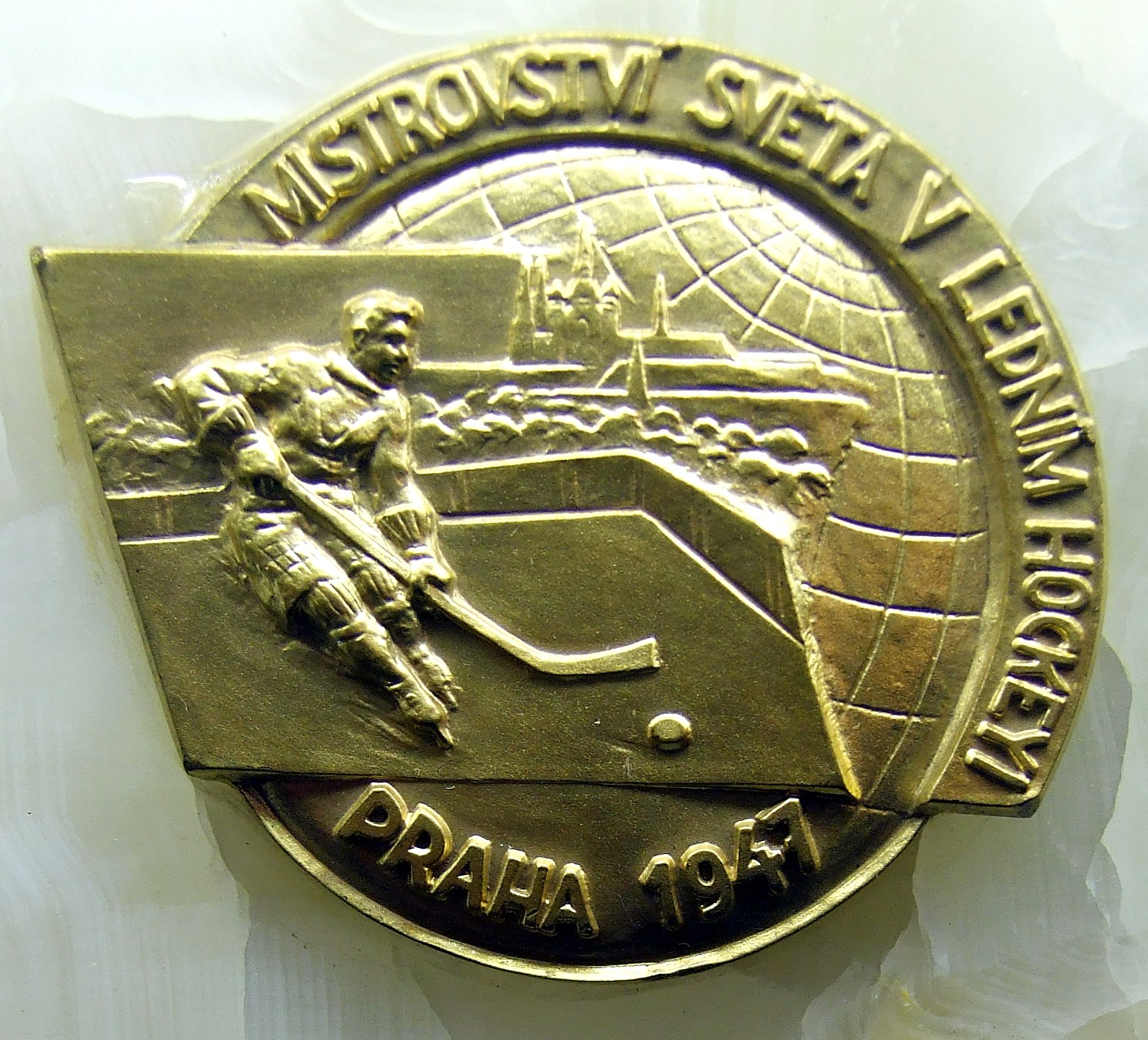
Нагорода чемпіона світу 1947

Вісімдесят гравців національної збірної Чехословаччини здобували золоті нагороди світових чемпіонатів. Вісім з них мають по три нагороди найвищого ґатунку: Їржі Голечек, Владімір Дзурілла, Франтішек Поспішил, Олдржих Махач, Їржі Бубла, Владімір Мартінець, Їржі Голик, та Іван Глінка. Всі ці гравці брали участь у переможних турнірах 1972, 1976 та 1977 років.
Двічі звання чемпіона світу здобували вісімнадцять хокеїстів. Богуміл Модрий, Йозеф Троусілек, Владімір Забродський, Станіслав Конопасек, Вацлав Розіняк та Владімір Боузек отримали золоті нагороди за перемоги в кінці сорокових років (1947, 1949). Богуслав Штястний здобував титул чемпіона світу на чемпіонатах 1972 та 1976 років.
Десять гравців отримали нагороди найвищого гатунку на турнірах 1976 та 1977 років: Мілан Кайкл, Франтішек Каберле, Мілан Халупа, Мирослав Дворжак, Їржі Новак, Мілан Новий, Петер Штястний, Ярослав Поузар, Маріан Штястний та Едуард Новак. В 1977 та 1985 роках титул чемпіона світу вигравав Вінцент Лукач.

## Найкращі гравці
З 1954 року директорат ІІХФ визначає найкращих гравців чемпіонату світу. Неодноразово ними визнавалися чехословацькі спортсмени.
- Воротарі: Карел Страка[cs] (1957), Владімір Надрхал (1958), Владімір Дзурілла (1965), Їржі Голечек (1971, 1973, 1975, 1976, 1978), Їржі Кралик (1982, 1985), Домінік Гашек (1987, 1989).
- Захисники: Карел Гут (1955), Франтішек Тікал (1964, 1965), Йозеф Хорешовський (1968), Ян Сухий (1969, 1971), Франтішек Поспішил (1972), Їржі Бубла (1979), Роберт Швегла (1992).
- Нападники: Властіміл Бубник (1961), Мирослав Влах (1963), Вацлав Недоманський (1974), Їржі Лала (1983).

## Символічна збірна
З 1961 року, по результатам чемпіонату світу, обирається символічна збірна. З чехословацької команди до її складу входили гравці всіх амплуа.
- Воротарі: Владімір Дзурілла (1965, 1969), Їржі Голечек (1971, 1972, 1973, 1976, 1978), Їржі Кралик (1982, 1985), Домінік Гашек (1987, 1989, 1990).
- Захисники: Франтішек Тікал (1965), Ян Сухий (1968, 1969, 1970, 1971), Олдржих Махач (1972), Франтішек Поспішил (1972, 1976, 1977), Їржі Бубла (1978, 1979), Франтішек Мусіл (1992).
- Нападники: Мирослав Влах (1961, 1963), Йозеф Черний (1964), Ярослав Їржик (1965), Франтішек Шевчик (1968), Вацлав Недоманський (1969, 1970, 1974), Владімір Мартінець (1974, 1975, 1976, 1977), Мілан Новий (1976), Іван Глінка (1978), Владімір Ружичка (1985), Роберт Рейхаль (1990), Петр Грбек[cs] (1992).

## Бомбардири
Кращі снайпери чемпіонату світу та Олімпійських ігор:
- 1933 — Йозеф Малечек (10 закинутих шайб),
- 1935 — Йозеф Малечек (12)
- 1939 — Йозеф Малечек (12)
- 1947 — Владімір Забродський (29)
- 1948 — Владімір Забродський (21)
- 1955 — Властіміл Бубник (17)
- 1963 — Їржі Долана (8)
- 1965 — Ярослав Їржик (8)
- 1974 — Вацлав Недоманський (10)
- 1976 — Владімір Мартінець (9)
- 1976 — Їржі Новак (9)
- 1976 — Мілан Новий (9)
- 1980 — Ярослав Поузар (8)
- 1983 — Їржі Лала (9)
- 1985 — Владімір Камеш[cs] (12)

Кращі бомбардири чемпіонату світу (по системі гол + пас):
- 1965 — Йозеф Голонка (14 очок)
- 1976 — Владімір Мартінець (20)

Найкращі бомбардири в історії збірної: Вацлав Недоманський у складі головної команди країни закинув 163 шайби. Понад сто голів у національній команді забивали: Владімір Забродський (158), Владімір Мартінець (155), Іван Глінка (132), Їржі Голик (132), Властіміл Бубник (121), Мілан Новий (120), Йозеф Малечек (114) та Владімір Ружичка (112).

## Тренери-переможці
На переможних чемпіонатах світу збірну очолювали:
- 1947 — Майк Букна;
- 1949 — Антонін Водічка;
- 1972 — Владімір Костка[en], Ярослав Пітнер[en];
- 1976 — Карел Гут, Ян Старший;
- 1977 — Карел Гут, Ян Старший;
- 1985 — Людек Букач, Станіслав Невеселий[cs].

## Досягнення
Чехословацька команда шість разів вигравала чемпіонати світу та тринадцять — чемпіонати Європи.
- Олімпійські ігри

 Срібло (4): 1948, 1968, 1976, 1984
 Бронза (4): 1920, 1964, 1972, 1992
- Кубок Канади

 Фіналіст (1): 1976
 Півфінал (2): 1981, 1987
- Чемпіонат світу

 Золото (6): 1947, 1949, 1972, 1976, 1977, 1985
 Срібло (12): 1948, 1961, 1965, 1966, 1968, 1971, 1974, 1975, 1978, 1979, 1982, 1983
 Бронза (16): 1920, 1933, 1938, 1955, 1957, 1959, 1963, 1964, 1969, 1970, 1973, 1981, 1987, 1989, 1990, 1992
- Чемпіонат Європи

 Золото (13): 1922, 1925, 1929, 1933, 1947, 1948, 1949, 1961, 1971, 1972, 1976, 1977, 1985
 Срібло (20): 1921, 1926, 1936, 1938, 1939, 1952, 1955, 1959, 1960, 1965, 1966, 1968, 1974, 1975, 1978, 1979, 1982, 1983, 1987, 1989
 Бронза (15): 1923, 1931, 1934, 1935, 1954, 1956, 1957, 1958, 1963, 1964, 1967, 1969, 1970, 1973, 1981

## Найбільше матчів
Найбільше матчів у складі збірної Чехословаччини провели:
1. Їржі Голик — 319 (132)
2. Олдржих Махач — 293 (37)
3. Владімір Мартінець — 292 (159)
4. Франтішек Поспішил — 262 (25)
5. Іван Глінка — 259 (133)
6. Мирослав Дворжак — 231 (14)
7. Їржі Бубла — 230 (37)
8. Вацлав Недоманський — 220 (163)
9. Милослав Горжава[en] — 217 (28)
10. Мілан Новий — 214 (122)
11. Йозеф Черний — 210 (75)
12. Ігор Ліба — 210 (65)
13. Мілан Халупа — 202 (24)
14. Їржі Лала — 201 (90)
15. Владімір Ружичка — 186 (107)
16. Душан Пашек — 196 (69)
17. Їржі Грдіна — 194 (55)
18. Ярослав Поузар — 189 (73)
19. Богуслав Штястний — 188 (73)
20. Богуслав Еберманн — 177 (80)
21. Петр Росол — 176 (56)
22. Ярослав Бенак[en] — 173 (12)
23. Арнольд Кадлець[en] — 176 (21)
24. Антонін Став'яна — 165 (14)
25. Їржі Голечек — 164
26. Їржі Новак — 160 (76)
27. Ян Сухий — 160 (44)
28. Бедржих Щербан[en] — 158 (9)
29. Даріус Руснак — 156 (68)
30. Йозеф Хорешовський — 152 (23)
31. Франтішек Черник — 151 (42)
32. Ріхард Фарда — 149 (49)
33. Їржі Кохта — 148 (56)
34. Вінцент Лукач — 146 (70)
35. Франтішек Тікал — 146 (30)
36. Ярослав Голик — 142 (57)
37. Владімір Дзурілла — 139
38. Павел Ріхтер[en] — 137 (39)
39. Їржі Шейба[en] — 134 (33)
40. Ярослав Їржик — 134 (83)
41. Йозеф Голонка — 134 (82)
42. Моймир Божик[cs] — 128 (8)
43. Властимил Бубник — 127 (121)
44. Домінік Гашек — 124
45. Едуард Увіра — 123 (9)
46. Маріан Штястний — 122 (54)
47. Їржі Кучера — 118 (26)
48. Карел Гут — 114 (34)
49. Едуард Новак — 113 (48)
50. Їржі Долежал — 112 (26)
51. Ян Клапач — 110 (56)
52. Франтішек Каберле — 107 (9)
53. Йозеф Малечек — 107 (114)
54. Радослав Свобода[en] — 107 (9)
55. Мілан Кайкл — 106 (2)
56. Ладіслав Лубіна — 106 (22)
57. Їржі Кралик — 102
58. Йозеф Аугуста[en] — 100 (24)
59. Рудольф Потш[en] — 100 (19)
60. Петер Штястний — 100 (51)